# Automate anacanthopus
Automate anacanthopus is een garnalensoort uit de familie van de Alpheidae. De wetenschappelijke naam van de soort is voor het eerst geldig gepubliceerd in 1910 door De Man.